# Bugejská jaderná elektrárna
Bugejská jaderná elektrárna (francouzsky Centrale nucléaire du Bugey) je provozní jadernou elektrárnou ve Francii. Nachází se v regionu Auvergne-Rhône-Alpes a 118 kilometrů jihozápadně od Ženevy. Nachází se na břehu řeky Rhôny, jež taky slouží jako chladicí médium. Elektrárnu vlastní a provozuje francouzská společnost EDF a disponuje čtyřmi provozními reaktory a jedním trvale odstaveným reaktorem. V roce 2023 elektrárna zaměstnávala zhruba 1400 lidí a dalších 600 zaměstnanců servisních společností.

## Historie a technické informace

### Počátky
Elektrárna Bugej je jedna z nejstarších ve Francii. Začala být plánována ještě v 60. letech 20. století. Původně měla elektrárna jeden grafitem moderovaný a plynem chlazený jaderný reaktor, ale během 70. let byla elektrárna rozšířena o další 4 větší jaderné reaktory.
Výstavba prvního reaktoru započala dne 1. prosince 1965. Jedná se o plynem chlazený a grafitem moderovaný jaderný reaktor o hrubém výkonu 555 MW a čistém výkonu 540 MW, který byl připojen k rozvodné síti 15. dubna 1972 a do komerčního provozu přešel 1. července 1972. Reaktor byl však již 27. května 1994 trvale odstaven, protože nemohl konkurovat modernějším reaktorům a jeho provoz byl ztrátový.

### Rozšíření
Rozšíření do dnešní podoby se elektrárna dočkala během 70. let, kdy byly vystavěny další čtyři reaktory, tentokrát však tlakovodní koncepce. Jedná se o třísmyčkové vodou chlazené a vodou moderované jaderné reaktory Framatome M310, první dva o hrubém výkonu 945 MW a čistém výkonu 910 MW, druhá dvojice má hrubý výkon 917 MW a čistý výkon 880 MW. Všechny čtyři reaktory jsou konstrukčně a technologicky shodné.
Výstavba reaktorů chronologicky započala ve dnech 1. listopadu 1972, 1. září 1973, 1. června 1974 a 1. července 1974. Do sítě byly reaktory připojeny ve dnech 10. května 1978, 21. září 1978, 8. března 1979, 31. července 1979. Komerční provoz byl na blocích zahájen 1. března 1979, ve stejný den pro blok dva, 1. července 1979 a 3. ledna 1980.
U energetických bloků č. 2 a 3 se používá přímé průtokové chlazení vodou z řeky Rhôny, u energetických bloků č. 4 a 5 se k chlazení používají chladicí věže (též používají vodu z Rhôny).
V roce 2020 francouzská vláda oznámila další prodloužení o 10 let pro všechny provozované reaktory ze 40 na 50 let. To bylo později schváleno francouzským jaderným regulátorem.
Dne 19. července 2023 rada pro jadernou politiku, kterou shromáždil Emmanuel Macron, rozhodla, do roku 2042 uvede do provozu Reaktory Bugej-6 a Bugej-7 typu EPR2.

### Incidenty
31. července 1999 došlo v reaktoru Bugej-3 ke zkratu způsobenému zemním spojením zastaralého kabelu a vypukl požár. Reaktor byl odstaven pomocí nouzového odstavení.
Dne 19. června 2017 došlo k požáru při práci na izolaci střechy budovy v jaderné části reaktorového bloku 5.

## Informace o reaktorech
| Reaktor | Typ reaktoru         | Výkon  | Výkon   | Zahájení výstavby | Připojení k síti | Uvedení do provozu | Uzavření    |
| Reaktor | Typ reaktoru         | Čistý  | Hrubý   | Zahájení výstavby | Připojení k síti | Uvedení do provozu | Uzavření    |
| ------- | -------------------- | ------ | ------- | ----------------- | ---------------- | ------------------ | ----------- |
| Bugej-1 | GCR/UNGG             | 540 MW | 555 MW  | 1. 12. 1965       | 15. 4. 1972      | 1. 7. 1972         | 27. 5. 1994 |
| Bugej-2 | Framatome M310 - CP0 | 910 MW | 945 MW  | 1. 11. 1972       | 10. 5. 1978      | 1. 3. 1979         |             |
| Bugej-3 | Framatome M310 - CP0 | 910 MW | 945 MW  | 1. 9. 1973        | 21. 9. 1978      | 1. 3. 1979         |             |
| Bugej-4 | Framatome M310 - CP0 | 880 MW | 917 MW  | 1. 6. 1974        | 8. 3. 1979       | 1. 7. 1979         |             |
| Bugej-5 | Framatome M310 - CP0 | 880 MW | 917 MW  | 1. 7. 1974        | 31. 7. 1979      | 3. 1. 1980         |             |
| Bugej-6 | EPR2                 |        | 1650 MW |                   |                  |                    |             |
| Bugej-7 | EPR2                 |        | 1650 MW |                   |                  |                    |             |